# بني قاسم (يريم)

تعديل مصدري - تعديل

بني قاسم هي إحدى قرى عزلة عبيدة بمديرية يريم التابعة لمحافظة إب، بلغ تعداد سكانها 305 نسمة حسب تعداد اليمن لعام 2004.